# Olly Schwarzová
Olly Schwarzová, nepřechýleně Schwarz, rodným jménem Olga Franklová (10. března 1877 Praha – 1960 Chicago) byla rakouská aktivistka za práva žen a pedagožka.

## Život a činnost
Olga Franklová pocházela z asimilované pražské židovské rodiny, která se během nacionalistických nepokojů způsobených jazykovým dekretem hraběte Badeniho v roce 1897 přestěhovala z Prahy do Vídně.
Olga měla bratra Paula Frankla, který byl profesorem dějin umění v Halle. Provdala se za lékaře Prof. Dr. Emila Schwarze.
Její zájem o emancipaci a další veřejná a společenská témata se zrodil pod vlivem díla Henrika Ibsena.
Ve Vídni se dostala do okruhu historika Ludo Hartmanna, podporovatele snah o vyšší ženské vzdělání a zakladatele spolku „Athenäum – pro pořádání univerzitních kurzů pro ženy a dívky“, do jehož výboru byla Olly Schwarzová zvolena. Kromě toho byla vedoucí hudebního oddělení v „Neuer Wiener Frauenklub“, a brzy přišla s návrhem na založení obchodní akademie pro dívky. Pro svou myšlenku vyššího vzdělávání žen získala fyzičku Olgu Steindlerovou (později provdanou za Felixe Ehrenhafta) a expremiéra Ernesta von Körbera jako čestného předsedu.
Schwarzová se stala členkou představenstva „Asociace pracujících žen“ (Vereinigung der arbeitenden Frauen) a absolvovala kurz pro kariérní poradkyně v Berlíně, aby mohla rozšířit svou poradenskou činnost pro dívky. Schwarzová se angažovala v dalších organizací pro ženy. V květnu 1914 se zúčastnila mezinárodního kongresu Mezinárodní rady žen v Římě, kde vystoupila s přednáškou o zaměstnanosti žen v Rakousku.
V době první světové války se Schwarzová ze zdravotních důvodů musela vzdát služby ve válečné nemocnici. U příležitosti inaugurace domu pro válečné vdovy obdržela Olly Schwarzová válečný kříž II. třídy a připojila se k Ženskému armádnímu poradnímu sboru.
Přednášela na školách ve Vídni, Salcburku, Praze, Brně a Opavě. V roce 1917 uspořádala první „konferenci pro profesní zájmy žen“. Pracovala v dalších organizacích, vedla kurzy praktického kariérního poradenství a pro svou činnost dokonce získala státní podporu a byla zřízena samostatná „Komise pro ženskou práci“ s podvýbory a v prosinci 1919 byl vydán ministerský výnos s povinností zřízení úřadů pro poradenství v tomto směru. 
V této době se Olly Schwarzová věnovala také volbám do ustavující Národní rady, kterých se poprvé směly zúčastnit ženy.
Po nástupu fašismu v Rakousku byl institut připojen k vídeňskému Státnímu úřadu práce. Schwarzová byla se ctí v důchodu a vydal odbornou čítanku pro dívky, které opustily školu.
Když se v roce 1933 po nástupu Hitlera k moci dostal proud uprchlíků do Rakouska, pracovala Schwarzová v oblasti sociální péči pro uprchlíky.
V roce 1939 emigrovala do USA, kde mimo jiné pracovala Stala se členkou ženské komise YMCA a členkou správní rady nového Vídeňského klubu žen a Asociace pracujících žen.

## Publikace
- Zahlreiche Artikel in:
  - Mitteilungen der Vereinigung der arbeitenden Frauen
  - Der Bund
  - Neues Frauenleben
  - Zeitschrift für Frauenstimmrecht
  - Die Frau
  - Die Unzufriedene
  - Rohö-Frauenblatt
  - Die Österreicherin
- Berufskunde. Gewerbliche Frauenberufe. Verf. v. Olly Schwarz u. Helene Corradini. Kammer f. Arbeiter u. Angestellte, wien 1930. Aus: Berufskundl. Archiv 1930. (Signatur der ÖNB: 589630-C)
- Lebens-Erinnerungen von Olly Schwarz, Manuskript aus dem Bestand des Instituts für Geschichte der Juden, St. Pölten: Erinnerungen österreichischer Juden. Die Lebenserinnerungen. Als Zusammenfassung von Helga Hofmann-Weinberger im Ariadne-Projekt Archivováno 4. 3. 2016 na Wayback Machine.
- Wir stehen im Leben! Berufskundl. Erzählungen f. junge Mädchen. Steyrermühl-Verlag, Leipzig, Wien, Berlin 1934 (Tagblatt-Bibliothek. 1034/35.) (Signatur der ÖNB: 544404-B.1034/35)
- Lebens-Erinnerungen / von Olly Schwarz . Chicago, Ill. , 1959. Maschinengeschriebenes Typoskript, vervielfältigt Standort: 1495832-C
- Olly Schwarz: Lebens-Erinnerungen. Manuskript, 1943, 1958–1959. Auszug in: Albert Lichtblau (vyd.): Als hätten wir dazugehört. Wien: Böhlau, 1999, S. 353–369